# Michael Collins (astronauta)
Michael Collins (Roma, 31 de outubro de 1930 - Naples, 28 de abril de 2021) foi um piloto, piloto de teste e astronauta norte-americano que atuou como o piloto do módulo de comando e serviço durante a Apollo 11 em julho de 1969, a primeira alunissagem tripulada. Ele nasceu na Itália e viveu em vários lugares dos Estados Unidos, sempre acompanhando seu pai, um oficial do Exército. Collins foi estudar na Academia Militar dos Estados Unidos, conhecida também como Academia de West Point, e se formou em 1952, decidindo entrar na Força Aérea. Atuou como piloto de caça pelos anos seguintes e em 1960 foi aceito na Escola Experimental de Pilotos de Teste da Força Aérea.
Collins candidatou-se para uma vaga de astronauta Grupo 2 da NASA, porém só foi aceito um ano depois, no Grupo 3. Seu primeiro voo espacial foi em julho de 1966, na Gemini X, em que ele e o piloto comandante John Young realizaram um encontro orbital com duas espaçonaves diferentes e Collins se tornou o primeiro humano a realizar mais de uma atividade extraveicular. Sua missão seguinte foi a Apollo 11, em que ficou em órbita da Lua enquanto seus companheiros Neil Armstrong e Buzz Aldrin pousaram na superfície a bordo do módulo lunar. Ao retornarem para a Terra, os três foram recebidos como heróis e receberam diversas condecorações, tanto norte-americanas quanto estrangeiras, realizando viagens de boa vontade para vários países.
Ele se aposentou como astronauta em 1970 e assumiu um trabalho no Departamento de Estado dos Estados Unidos como Secretário de Estado Assistente para Relações Públicas. Deixou este cargo um ano depois e tornou-se diretor do Museu Nacional do Ar e Espaço, posição esta que manteve até 1978, quando tornou-se o subsecretário do Instituto Smithsoniano. Collins assumiu em 1980 um trabalho como vice-presidente da LTV Aerospace e dois anos depois oficialmente se aposentou da Força Aérea com a patente de major-general. Ele saiu em 1985 e fundou uma firma de consultoria própria.

## Biografia
Collins nasceu na Itália, filho de um general do exército americano que serviu em diversas partes do mundo e passou parte da adolescência em Porto Rico, base temporária do pai, onde fez seu primeiro passeio de avião. Com a entrada dos Estados Unidos na Segunda Guerra Mundial, ele voltou com a família para Washington e entrou para as forças armadas americanas, seguindo o caminho dos homens de sua família, escolhendo a Força Aérea para fazer carreira. Nos anos 50, serviu como piloto de combate junto às forças americanas da OTAN na Europa.

## Nasa
Estimulado pela façanha de John Glenn um ano antes, entrou para a NASA em 1963, e cumpriu sua primeira missão ao espaço a bordo da Gemini X em 1966, junto com o astronauta John Young, onde realizou dois períodos de Atividades extra-veiculares. Na sua segunda viagem ao espaço, fez parte, com Neil Armstrong e Edwin Aldrin, da histórica e pioneira missão Apollo 11, entrando para a história apesar de ser o menos lembrado dos três, por ter sido o único que não pisou na Lua.

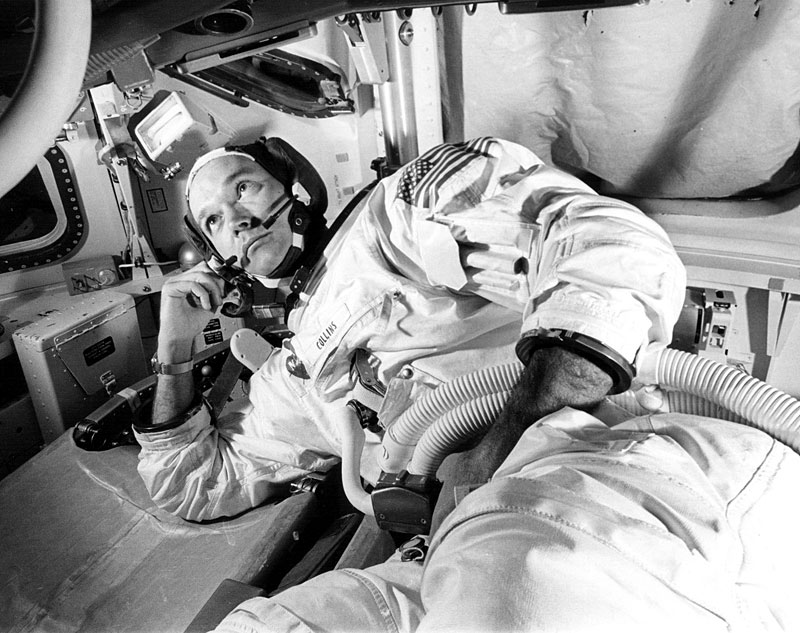
Michael Collins no simulador do Módulo de Comando.

Neil Armstrong e Michael Collins condecorados pelo governo brasileiro, 1969. Arquivo Nacional.

Durante o tempo em que voou solitário em órbita da Lua, enquanto seus companheiros se encontravam na superfície, Collins nunca se sentiu sozinho, segundo suas próprias palavras. Apesar deste período ter sido descrito por historiadores como um período que “desde Adão ninguém sentiu tanta solidão por tanto tempo como Michael Collins”, ele nunca se sentiu só, sempre esteve participando ativamente da missão em contato constante com Houston e com a tripulação na superfície (afirmação que é verdadeira, pois, anteriormente, embora o astronauta John Young tenha permanecido sozinho no módulo de comando da nave Apollo 10, em maio do mesmo ano, enquanto seus companheiros Thomas Stafford e Eugene Cernan, a bordo do módulo lunar, se aproximavam a menos de quinze quilômetros da superfície lunar, em nenhum momento os dois veículos espaciais estiveram sobre hemisférios diferentes do satélite). Em sua autobiografia, Collins descreveu sua participação, como “numa epopeia sem igual na história da humanidade, nesta equipe venturosa eu era o terceiro de uma equipe de três homens, que não era o ator principal, mas sem o qual os atores principais não poderiam deixar o palco”.

## Retorno

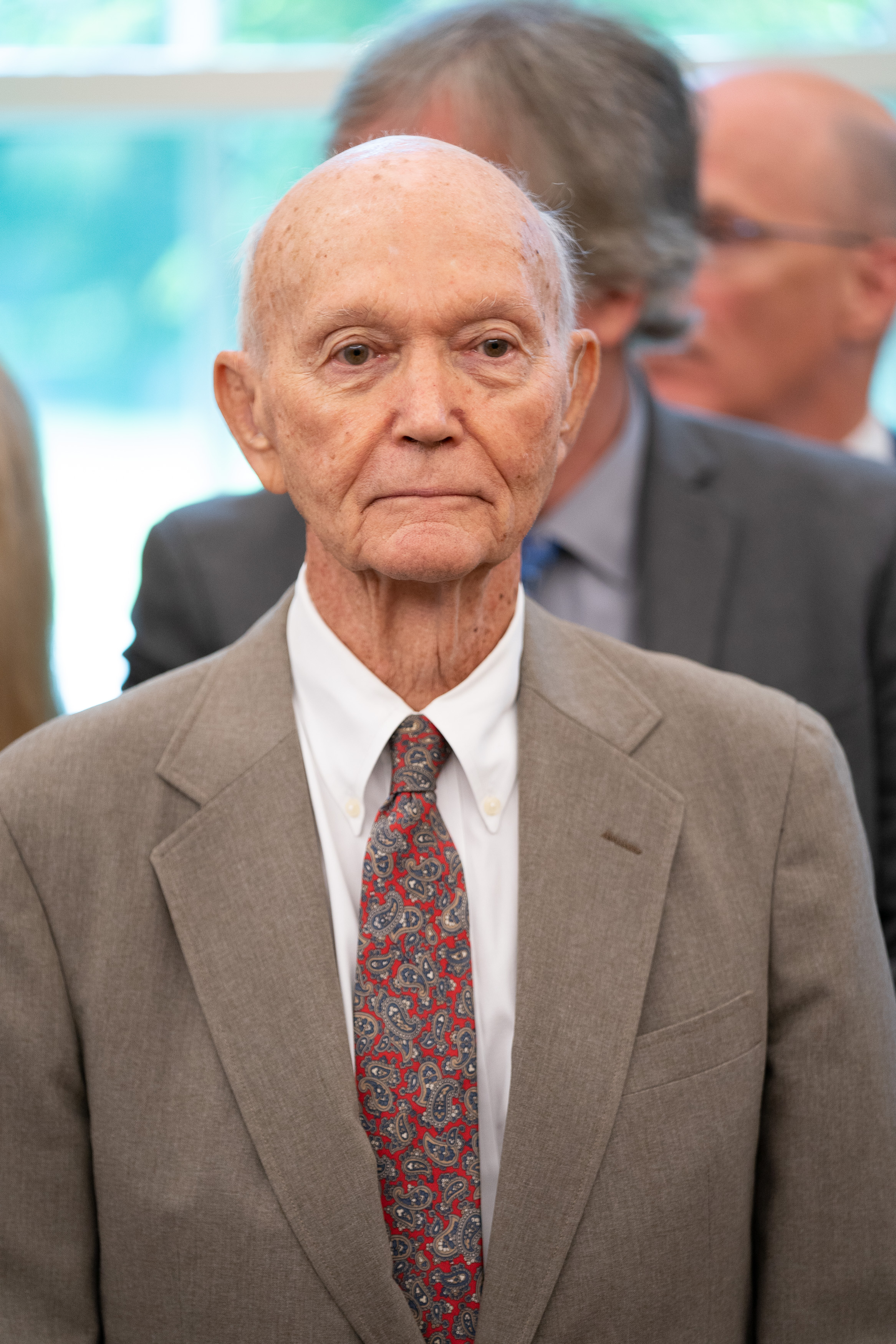
Collins em um evento na Casa Branca, em 2019.

Após o término da missão e da necessária quarentena, que se estendeu pelos seguintes 21 dias, Michael Collins participou, junto com seus companheiros, de um tour mundial de comemoração do feito da Apollo 11, aceitando em seguida o cargo de Assistente Especial de Negócios Públicos no governo do Presidente Richard Nixon.
Depois disso, ele assumiu as funções de Diretor do Museu Nacional Aeroespacial dos Estados Unidos, Secretário-Geral do Instituto Smithsonian e - após se aposentar da Força Aérea como major-general - passou a dar aulas na Universidade de Harvard, até começar a cuidar de seus próprios negócios na iniciativa privada em 1985.

## Morte
Collins morreu a 28 de abril de 2021, aos noventa anos de idade, devido a um cancro em Naples, Flórida.

## Publicações
- Collins, Michael (1974). Carrying the Fire: An Astronaut's Journeys. New York: Farrar, Straus, and Giroux. Bibcode:1974cfaa.book.....C
- Collins, Michael (1976). Flying to the Moon and Other Strange Places. New York: Farrar, Straus and Giroux. ISBN 978-0-374-32412-4
- Collins, Michael (1988). Liftoff: The Story of America's Adventure in Space. Illustrated by James Dean. New York: Grove Press. ISBN 978-0-8021-1011-4
- Collins, Michael (1990). Mission to Mars. New York: Grove Weidenfeld. ISBN 978-0-8021-1160-9